# イラク日本人青年殺害事件
イラク日本人青年殺害事件（イラクにほんじんせいねんさつがいじけん）は2004年10月に発生した、国際的テロ集団アルカーイダの関連組織、アブー＝ムスアブ・アッ＝ザルカーウィー率いるイラクの聖戦アルカーイダ組織に日本人男性が殺された事件。

## 事件当時のイラク情勢と日本
2003年5月1日、イラク戦争終結宣言が行われたもののイラク国内の治安は悪く、フセイン政権の残存勢力やイスラーム過激派によるテロが繰り返された。
日本の小泉内閣はイラク特措法を定めて自衛隊を派遣するなどイラクの復興支援を行った。2003年11月29日には日本人もテロリストの標的になり奥克彦駐英参事官と井ノ上正盛駐イラク三等書記官が射殺された。2003年12月13日にサッダーム・フセイン元大統領が逮捕されたものの不安定な情勢が続き2004年4月7日にはイラク日本人人質事件が発生した。

## 事件の概要
2004年10月27日午前2時、「イラクの聖戦アルカイダ組織」を名乗るグループが、インターネットで日本人男性A(当時24歳）を人質にしたと犯行声明を出し、日本政府が48時間以内に、イラクからの自衛隊撤退に応じなければ殺害すると脅迫してきた。それに対し日本政府は、25カ国及びイスラム教の聖職者達に協力要請を行いAの解放を求めたが、テロリストに屈しないとの立場から、自衛隊は撤退しないとし要求は拒否した。
同日、警察庁は国際テロリズム緊急展開班（TRT-2）を現地へ向かわせた。現地機関などと連携し、犯行グループの組織的な背景や身柄拘束場所などの情報収集を進めた。
その後、Aはグループにナイフによって首を切断され殺害された。遺体は10月30日未明にバグダード市内で発見された。10月31日、小泉純一郎首相は「人質解放のため、可能な限りのあらゆる努力を尽くしたにもかかわらず、Aさんがテロの犠牲になられたことは、痛恨の極みであります。（中略）我が国は、引き続き、国際社会と協調し、イラクの人々のために自衛隊による人道復興支援を行っていくとともに、断固たる姿勢でテロとの闘いを継続してまいります。」と声明を発表した。
11月2日には犯行グループが犯行声明とともに、Aを星条旗の上で殺害する場面をネット上で動画配信した。
11月4日、漆間巌警察庁長官は「アブー・ムスアブ・アッ＝ザルカーウィー率いるグループの犯行の可能性が非常に高い」と述べた。TRT-2は、現地情報機関と連携して情報収集を進めた結果、犯行声明がザルカーウィーのグループによる過去の人質事件と同じ形態と判断した。さらに、TRT-2はAがイラクで身代金目当てに外国人を誘拐する犯罪集団に捕捉され、犯行グループに身柄を引き渡された可能性が高いとの情報も入手した。
福岡県警察はAの遺体を司法解剖し、殺人容疑で捜査を始めた。

## 犯行グループのその後
2006年2月、別の殺人事件で取り調べを受けていた元イラク陸軍兵のザルカーウィー派テロリストのフセイン・ファハミ・バドル容疑者（当時26歳）が、バグダードにあるスンニ派のモスクの付属施設に監禁されていたAを殺害したと自供した。この元兵士には無差別爆弾テロ等で70件にも及ぶ余罪があり約400人を殺害していた。11月22日バグダードの中央刑事裁判所は、イラク人男性1人の殺害について有罪と認定し、バドルに死刑の判決を下した。A殺害を含む他の事件については時間や金銭の無駄として省略された。
供述によると、Aの拉致、殺害にかかわったのは計6人。イラク内務省はこのうち4人を逮捕。2006年6月8日、アメリカ軍がF-16の爆撃でアブー・ムスアブ・アッ＝ザルカーウィーを殺害した。

## 追悼
- 陸上自衛隊が駐留するイラク南部サマーワで、2004年11月5日、イスラム教の金曜礼拝が行われた。シーア派の有力聖職者マード・アルワイリ師はAが武装グループに拉致され、殺害されたことについて哀悼の意を表した。そして、イスラム教徒ではないのにイラクの復興に尽くしてくれる日本人達に感謝すべきであると信徒に諭した[24]。

## 関連
- アメリカ人殺害事件（2004年9月20日）
- イラク韓国人会社員殺害事件（2004年6月22日）
- アルジェリア人質事件
- イラク日本人人質事件
- アフガニスタン日本人拉致事件
- ISILによる日本人拘束事件
- コロンビア邦人副社長誘拐事件(2001年に起きた誘拐事件。人質の邦人は本事件の前年に殺害されている)